# غاستون فاياود
غاستون فاياود (بالفرنسية: Gaston Fayaud)‏ (مواليد 6 سبتمبر 1914) هو ملاكم فرنسي، مثّل بلاده في الألعاب الأولمبية الصيفية في دورتي 1932 و1936.

## روابط خارجية
غاستون فاياود على موقع أوليمبيديا (الإنجليزية)